# Battaglia di Penghu
La Battaglia di Penghu (in lingua cinese 澎湖海戰) o Battaglia delle Isole Pescadores fu un conflitto navale combattuto nel 1683 tra la flotta del Regno di Tungning e quella cinese della dinastia Qing. L'ammiraglio cinese Shi Lang guidò una flotta di navi per assalire la flotta Tugning nelle isole Penghu; ciascuna flotta era composta da più di 200 navi. L'ammiraglio Tungning Liu Guoxuan fu superato in astuzia da Shi Lang, pur possedendo una superiorità numerica di tre a uno. L'ammiraglio Liu si arrese quando la sua nave ammiraglia fu a corto di munizioni e fuggì verso Taiwan. La sconfitta nella battaglia di Penghu ebbe come conseguenza la resa di Zheng Keshuang, ultimo sovrano di Tungning.

## Antefatto
L'imperatore Kangxi della dinastia Qinq elesse il diplomatico e statista Yao Qisheng alla carica di Viceré di Min-Zhe nel 1678, il quale aveva coadiuvato l'Imperatore a rendere esecutivo l'Haijin: "A nessuna nave sia permesso di salpare in mare", fino al 1683, per indebolire l'economia del regno di Tungning, isolandolo da qualsiasi rotta commerciale. Yao Qisheng raccomandò inoltre Shi Lang per l'incarico di ammiraglio della flotta Qing, e venne ascoltato dall'Imperatore che inviò Shi Lang con una flotta di 240 navi da guerra e 21 000 uomini per invadere il regno di Tungning, che salpò l'8 luglio 1683. Shi Lang tentò un primo assalto prima che giungesse un fortissimo uragano ma venne respinto dalla flotta di Liu Guoxuan ma, dopo il passaggio dell'uragano, raggruppò le sue forze e tentò un nuovo attacco.

## La battaglia
Sebbene le unità di vedetta a Penghui avevano avvistato l'avvicinamento di una flotta nemica lungo lo stretto, tuttavia considerarono quelle manovre come un falso allarme, dal momento che l'ammiraglio Liu interpretò quelle manovre come un tentativo da parte di Shi Lang di valutare lo schieramento nemico. Tuttavia, quando Liu si rese conto di trovarsi di fronte ad un attacco reale, decise per una tattica altamente difensiva, confidando nell'avvento delle tempeste che avrebbero causato numerosi danni alle navi nemiche.
 
L'armata di Shi Lang salpò da Xiamen il 16 giugno 1683 e salpò per l'attacco l'8 luglio arrivando nei pressi delle Isole Penghui in piena notte, approdando nei due piccoli isolotti di Maoyu e Huayu dove le forze nemiche erano meno numerose. Vedendo l'arrivo di una flotta nemica di così vasta portata, gli uomini di Liu sulle due isole fuggirono verso Niang’magong (l'attuale Magong). L'ammiraglio Liu, nonostante venisse avvertito dell'approssimarsi del nemico, non fece alcun tentativo di intercettare le navi di Shi Lang, confidando forse sull'entità della sua flotta forte di 200 navi, protette dal fuoco dei cannoni posizionati lungo le spiagge dell'isola di Xiyu, l'isola più occidentale dell'arcipelago. 
L'avanguardia della flotta di Shi Lang passò all'offensiva ma gli sforzi delle navi di Liu riuscirono a ricacciarla indietro, fino a minacciare la stessa nave ammiraglia di Shi Lang che si ritrovò attaccata su entrambi i fianchi, e durante l'aspra battaglia l'ammiraglio Shi Lang fu accecato all'occhio destro, ma venne soccorso prontamente dall'avanguardia comandata dal suo secondo in comando, l'ammiraglio Lan Li. Pur godendo di un notevole vantaggio, ma avendo subito pesanti perdite di navi e di uomini, l'ammiraglio Liu decise di non inseguire la flotta nemica per sferrare il colpo di grazia. Egli nutriva ancora la piena fiducia che questa vittoria iniziale gli avrebbe consentito di difendere l'arcipelago fino all'arrivo delle tempeste che avrebbero devastato la flotta nemica.

Sebbene fosse stato gravemente ferito, l'ammiraglio Shi Lang l'11 luglio 1683 radunò ciò che era rimasto della sua flotta presso l'isola di Wang'an, da dove inviò richiesta urgente di rinforzi dall'isola di Pingtan e da Kinmen, allertando i suoi uomini ed i suoi comandanti di un probabile nuovo attacco imminente.
Radunate le forze e pronto a colpire, il 12 luglio 1683 Shi Lang inviò un piccolo distaccamento per spiare lungo lo stretto tra le isole di Hujing e Tongpan lo schieramento nemico e nei due giorni successivi registrò la natura delle correnti nella baia, la profondità delle acque e le caratteristiche naturali del teatro di guerra.

Quando arrivarono i rinforzi richiesti il 16 luglio 1683 Shi Lang si risolse ad una nuova offensiva e, su suggerimento di uno dei suoi comandanti, decise di utilizzare la tattica denominata il bocciolo delle cinque piume (wumeihua zhen), che prevedeva l'accerchiamento da parte di cinque navi, come cinque piume, di ogni nave nemica e il fuoco concentrato su di essa; le navi che non avrebbero preso parte allo scontro principale avrebbero prestato supporto di sorveglianza ed intercettazione.
Shi Lang decise di dividere la propria flotta in otto squadroni più piccoli composti da sette navi ciascuno, e la maggior parte di essi fu inviata ad attaccare Liu e la sua base navale nelle Isole Penghu. Una piccola flotta, al contrario, fu inviata per circumnavigare il luogo dello scontro in mare per sbarcare direttamente sulla terraferma e prendere d'assalto la base navale di Liu. Tuttavia Liu si fece trovare pronto per questa evenienza è schierò arcieri e batterie di cannoni lungo le spiagge per impedire lo sbarco cinese.

Subito dopo la prima ondata del grosso della flotta, salparono due piccole flottiglie di 50 navi ciascuna con lo scopo diversivo di distrarre il nemico, una diretta a nordovest verso l'isola di Niuxin e l'altra diretta a nordest verso l'isola di Jilongshan. Ciò che rimaneva della flotta venne utilizzato come retroguardia.

La battaglia tra le due flotte fu molto aspra, soprattutto a fronte del fatto che vennero utilizzati nuovi cannoni pesanti da 20 000 libbre forniti dagli Olandesi e montati sia a poppa che a prua delle imbarcazioni, ma, alla lunga, fu la flotta dell'ammiraglio Liu ad avere la peggio e con una piccola flottiglia cercò di sfuggire verso Taiwan passando per lo stretto di Houmen.

Al termine del 17 luglio 1683 la battaglia navale era ormai giunta al termine con la maggior parte delle navi dell'ammiraglio Liu o affondate o in fiamme, e con una perdita di circa 12 000 uomini.

## Conseguenze
A seguito del disonore per la pesante sconfitta, l'ammiraglio Liu tentò di commettere suicidio ma venne convinto dopo un serrato colloquio a desistere dal suo opponente l'ammiraglio Shi Lang. Pochi giorni dopo la notizia della sconfitta, il sovrano Zheng Keshuang si arrese formalmente con tutta la sua corte alla dinastia Qing ponendo così fine definitivamente al regno di Tungning.